# 鄭家純 (藝人)
鄭家純（1993年8月31日—），原藝名雞排妹，是臺灣模特、媒體名人，2012年因演出於一雞排店宣傳影片而爆紅，隨後展開演藝事業。

## 生平
鄭佳甄出生於臺北縣板橋市。2011年，高中畢業和母親罹癌病逝後的兩個月，滿18歲离家出走，離開同住的父親，開始打工接外拍賺學費。曾表示父親是前立委，網友猜測為鄭余鎮時，又否認之。
2012年1月，為一家雞排店代言影片，教如何炸雞排而爆紅，因此順勢出道，索性大一休學投入演藝圈。
2013年，第一次改名鄭家純。
自2016年起，因幾乎未接獲電視節目通告邀約，暫時淡出電視圈，後來轉戰網路直播平台CAM4直播，每周至少固定公開露面一次。雞排妹經紀人康衣庭表示：「她這幾年每次出席活動，就被媒體追問和她不相干的事，其他藝人調侃她又來搶風頭，讓她覺得很累。」雞排妹每個月靠活動、商演和直播，月收入平均約新台幣50萬元。

## 事件

### 2012年
- 2012年9月19日，據壹週刊報導，有記者拿劉香慈的寫真集給雞排妹看，她批評對方衣服和自己的寫真集撞衫，「很無聊！」並抗議對方不只抄襲，還動手修片。聽到蛇姬林采緹因昔日大尺度寫真豔照瘋傳導致新發行寫真延後推出，她直呼「好慘喔！」。除了批評劉香慈外，雞排妹表示自己也看過另一女藝人許維恩的寫真書《維恩的秘密花園》，「我看到的感覺是『這在幹嘛？』很浪費版面，也很浪費印刷！」[10]
- 2012年10月31日，報導指出雞排妹於臉書向討厭她的女性大眾嗆聲，罵她們造口孽不值得，建議她們去看猛男照。並自認身材很好，認為許多男性有非分之想再嗆：「有一些還想摸我！」並有網友批：「你爸媽做何感想？」她回嗆：「那你們看A片的時候，怎麼不會這樣想？」[11]

### 2013年
- 2013年7月18日，雞排妹於臉書上發文評論嫩模孫旗說：「她的行為實在太特別了！怎麼會有人把假乳頭黏在內衣上塑造激凸效果，有點怪異！」，再嗆：「她大概想紅想瘋了！」[12]
- 2013年8月25日，媒體報導採訪雞排妹，斷章取義將其言論對於阿喜年賺500萬提出「聽她在屁，怎麼可能！」的說法，並提及不跟只賺22K的男生交往；此外，其提及「吃要吃好的，作為藝人也不可能穿一件500塊的衣服」而引起廣大民眾批評。[13]事後於個人影片網站拍錄澄清影片，但其強調自己沒做錯事、沒有殺人放火，並拒道歉之內容又引起正反兩方討論。[14]
- 2013年10月4日以「官逼民反」砲轟政府，嗆：「總統最近有點失控；世大運為甚麼去林口砍樹，為了選手村！新任法務部長羅瑩雪曾任馬英九特別費的辯護律師，她的升遷過程異常順遂，大家去查一下。」[15]
- 2013年11月1日，與演藝圈前輩宋少卿、王思佳共同演出網路劇，宋少卿與王思佳嚴肅對戲時，雞排妹突然扮鬼臉、摳鼻孔、打哈欠擾亂兩演員情緒，行為全部被王思佳的助理拍下，影片也首度媒體前曝光。
- 2013年11月2日，多次和王思佳隔空交火，還特地到臉書看對方發表的言論、網友回應等等，經比較過後她認為自己贏了，表示：「標題版面都是我，她就是不甘心！」
- 2013年12月14日，「生命鬥士」尼克·武伊契奇到臺灣南港展覽館演講，主辦單位邀請雞排妹上台壓軸表演，雞排妹穿著爆乳洋裝現身出場，引起台下民眾不滿要求下台、退票。[16]

### 2014年
- 2014年1月3日，穿深V爆乳裝上《54新觀點》，嗆臺北市市長候選人柯文哲只配當副市長。在播放介紹李敖的短片時，她也以不屑態度插嘴說「又是他」，令部分網友覺得她沒禮貌。在當晚接受三立新聞台訪問時，她說爆乳裝只是配合製作單位，但再次引發網友討論。[17]
- 2014年2月13日“鸡排妹”到中国大陸北京市出席吴宗宪监制的网路剧《光环之后》的宣传活动，在脸书发文称“自己出国”，随后便有一位中國大陸网友留言，“你没出国，你现在在中華民國大陆地区，谢谢。”面对这样的留言，鸡排妹立刻响应“你可以不同意我的发言，但我有发言的权力，这里是台湾，内地在南投，我是台湾人。”主办方曾刻意提醒她“要说内地（大陆），不然不能播”，她立刻回对方：“那你直接剪掉吧，我有我的坚持。弄得现场很尴尬，我就甩甩衣袖飘走了。”[18] 次日媒體報導雞排妹2012年6月在微博的文章使用內地一詞。[19]
- 2014年因支持反对《海峽兩岸服務貿易協議》还时有反中言论，包括之前多次和王思佳隔空交火，鸡排妹的新浪微博遭到中國网友和王思佳粉丝的讨论，置顶微博评论数已超过1万条。
- 2014年4月19日鄭家純出席大腸花论坛終極版。講「好啦，我們藝人真的很衰小，因為我們常常拍電影啊，希望可能幾千萬啊、幾億的資金，然後都是中國資方，因為中國人很有錢，我們台灣人沒什麼錢。」「我真的是他媽的不想賺中國錢，可是有時候…我真的必須要講，我們的無奈的地方，有時候我們進了這個劇組，我怎麼知道資方有中國人勒，所以也不要太怪我們，你知道嗎，我們真的不知道，我們也很無奈啊。」滿足主持人要求的符合我们今天的主题（还幹於民）的要求。[20][21]
- 2014年4月27日雞排妹的FB發文表示：擁核的人有飯不吃偏要穢物，此言一出得到許多反核人士的支持。此篇文章目前已經隱藏，僅留下網友的截圖與紀錄
- 2014年5月6日，傳言資深藝人熊海靈接受親民黨徵召，參選台北市議員選舉，被雞排妹說「她選不上！」對此，熊海靈則反嗆雞排妹露胸部才是噁心。報導曝光後，雞排妹在臉書公開表示：「選民們！千萬不能對熊寶貝說她選不上！她會說你沒資格發言、關你什麼事喲！在學運中穿著清涼的人會被她罵噁心低級喲！」支持學運的雞排妹聽聞熊海靈有意參選，表示：「挺學運的不會投她，反學運的也不一定會投她，她有什麼勝算？而且親民黨不是要倒了？」[22]
- 2014年9月10日，NOWnews今日新聞報導，雞排妹才自爆和暴力男友溫晉禾二度分手，當時還表示「復合就下地獄」，日前被壹周刊直擊，在溫晉禾家裡待了21小時之後，才穿著同一套衣服，坐著溫晉禾騎的機車離開，兩人糾纏9個月、2度分合。而雞排妹於9月10日晚上當天在臉書PO文表示：「壹週刊狗仔昨天陪我過中秋節最後一秒。我明天又要上週刊了，因為上星期拍到去前男友家。就是去了，沒有復合，目前有其他約會對象，但不想交男朋友，分手後都過的很愉快。去前男友家沒有犯法、妨礙風化、帶壞大眾，所以我應該不用開道歉記者會吧？」不過在她發言後引起許多網友們抨擊。[23]
- 2014年12月3日，日前雞排妹在某綜藝節目裡，被女藝人小歪（孫凡茵）嗆超愛露、只會脫內衣之言語，雞排妹本人於2014年12月2日PO文反擊對方還不是拍了全裸不露點的做菜影片，也表示「露沒我少卻不紅！」。因此也遭到孫凡茵本人同時錄製影片反擊雞排妹。孫凡茵在「這就是我，不喜歡請便」影片內表示，當初嗆雞排妹說超愛露、只會脫內衣之言語為解釋都是節目效果而已，從未說過這樣的言論，完全是子虛烏有。[24]

### 2015年
- 2015年1月9日，雞排妹於當天出席交友平台認證記者會，記者會主持人張兆志（喬治）跟她台上互動，事後媒體邀兩人合照和一起受訪，張兆志卻直接婉拒，他解釋：「這是雞排妹代言活動，我只主持，就讓雞排妹拉主Key就好，不用合照沒關係。」雞排妹則突然脫口說：「我在演藝圈本來就沒朋友啊！大家都把我當雞瘟！」她自認去年2014年是她的「雞瘟年」，有藝人聽聞要跟她同台都避之唯恐不及，因為只要有她在，話題都圍繞在學運、政治等，其他藝人怕被搶鏡外，也害怕回答「只有她答得出來的問題」。[25]
- 2015年1月14日，雞排妹於2015年1月12日在臉書上分享「E神」張永歆先前在巴西世足賽期間拍攝性感照，還表示：「如果把下面3分之1的畫面卡掉，就會變平胸！」疑似暗諷對方胸部下垂得非常嚴重。引起網友熱烈討論。[26]
- 2015年1月23日，雞排妹在臉書發表「切割文」抱怨，她爆料經紀人康姊日前在台北車展看到小歪，小歪看到不僅主動向康姊打招呼，還讓出座位。車展後經紀人與小歪外出談合約，有意簽小歪為旗下藝人，而雞排妹當天從臉書得知經紀人已經簽下小歪，讓她相當震驚表示不被尊重，直言「我很衰，不會跟她（小歪）同台」。[27][28]
- 2015年2月7日，雞排妹在臉書公開無碼性愛影片截圖，宣稱不滿遭影射為影中女性，造成輾轉得知之影片中女子，羞憤穿紅衣輕生，幸及時救回，家屬擬對雞排妹提告。雞排妹表示，自己貼影片的截圖放在臉書上，但有打馬賽克(實際上關鍵的臉部並無打上馬賽克)，她是公眾人物有必要澄清，如果對方真的要告，應該去告主動散播影片的人。[29]據《聯合報》報導，雞排妹表示，家屬要告的對象應該是上傳影片的人，如果對方要請律師她願意幫忙出錢。但法律界人士認為，雞排妹雖是為了自清，但防衛過當，已有傷害到他人行為，可能觸法。但如果她是基於不得不澄清的立場，待法院判定後，才能確定是否真有散布猥褻物品之嫌。[30]
- 2015年3月31日，雞排妹於2015年3月30日晚上當天，遭到《壹週刊》3名記者跟拍，讓雞排妹本人相當不滿，憤而搶下其中一名記者的智慧型手機，雙方鬧上警察局，互告對方。直到2015年4月1日，雞排妹遭到各電視台全面封殺，而列為拒絕往來戶，連累電影新片《台北夜蒲團團轉》上節目宣傳受阻。[31][32][33]
- 高廷宇近期因善事做假被雞排妹與陳沂聯合抓包[34][35]。
- 2015年4月16日，雞排妹接受NOWnews今日新聞採訪時表示，日前因為沒上電視宣傳電影《台北夜遊團團轉》而被電視台封殺一事，雞排妹說其實根本就是子虛烏有的報導。雞排妹說，基本上是她不想上那些通告，因為她發覺綜藝節目是大家「集體說謊」的節目，與其說她被電視台封殺，還不如說是她封殺了電視台。不過這些發言，引起網友們熱烈討論。[36]
- 2015年4月27日，雞排妹在臉書上轉貼PTT一則名為「千萬不要把錢捐到中華民國紅十字會！」的文章，並寫下：「最近想捐善款幫助尼泊爾（指2015年4月尼泊尔地震災區）的大家～不要捐到中華民國紅十字會。」，引起網友們反應不一。[37]
- 2015年9月23日，雞排妹在8月在臉書指控合作許久的廠商智冠科技，用隱喻方式表明不滿對方換角，改找另一名女星邵庭當網路遊戲節目《美女愛玩GAME》主持人，甚至直言廠商無情、自私、短視近利。對此根據《周刊王》報導，換角一事是所有廠商共同決定，因為雞排妹在接任主持人後，除了前2集收視直線飆升外，之後就狂下降。智冠科技回應，當初是提議找其他女藝人「輪流主持」，沒有要踢開雞排妹的意思。[38][39]

### 2016年
- 2016年8月，雞排妹到中国大陸广东拍戏，和之前在大肠花论坛发表的「不想赚中国的钱」的言论自相矛盾。因之前在太阳花学运期间的大肠花论坛上发表诸多仇中言论的影片在中国大陸网路上流传，遭到中国大陸网友抵制。接受联合报访问时低调说「受傷的都是我自己。」，政治、演藝圈都樹敵不少，但若非得和一人在荒島共度，雞排妹表示寧可選擇蔡正元，認為雖然立場不同，但至少還有邏輯。跟其相處「應該會很有趣」。[40][41][42]

### 2017年
- 2017年1月30日，根據媒體報導，藝人劉樂妍（Fanny）自2016年前往中國大陸發展後，其認為「自己是中國人」以及「中國人民解放軍的航空母艦『遼寧號』是保護台灣」等相關說法引發爭議。相關媒體報導表示，日前劉樂妍在個人臉書上發文認為，現今台灣電視節目的製作經費拮据，許多節目已經連台幣8,800元的通告費都難以支付，導致通告藝人的酬勞行情低落，被迫轉行。劉以三位知名藝人轉行為例，表示自己「只不過是在台灣被消滅的中產階級之一的縮影」，並認為政府應該對此負責，不該製造兩岸對立。相關言論引起不少台灣網友強烈反感。鄭家純至劉樂妍的臉書留言，反駁劉舉出的案例：「NONO哥的『艋舺雞排』，目前官網上的分店數量約70間，小Call滿早以前靠直播就月入幾十萬，白雲哥通告費更不可能只有8,800。」；鄭同時質疑：「如果一個在台灣有買房子的人，嚷嚷著自己要被消滅了，那其他人是準備要去投胎嗎？」，並表示：「帶寵物到中國大陸住沒有那麼困難，是自己願不願意。」批判劉樂妍之發言。鄭家純的發言獲得部分網友支持[43][44]。

### 2020年
- 2020年12月，雞排妹在個人臉書爆料對抽脂手術不滿，向當年動刀的元和雅診所求償150萬元並要求撤下廣告照。診所24日委任律師正式提告，認為雙方合作並沒有違背契約內容，雞排妹的指控已破壞契約及診所名譽，依契約民事關係求償300萬元。[45]

### 2021年

#### 2020年客戶年終尾牙主持活動遭性騷擾事件
- 2021年1月30日，雞排妹在個人臉書發文控訴主持強勝遊戲公司[46]的尾牙活動時，遭到廠商老闆、演出男歌手性騷擾，而面對外界質疑說法真實性，她隔了3天後直接點名男歌手是翁立友，並痛哭還原事發經過。除了透過媒體發聲，雞排妹也向youtuber「鬼才阿水」描述事發過程，對方也幫忙將所有細節寫下並PO網。[47]
- 2021年2月3日，雞排妹出席《國際橋牌社》外傳《和平歸來》宣傳活動記者會時，面對翁立友在聲明中所說的「雞排妹，若感覺自己的權益受損，我們力挺她提出告訴」，雞排妹則回應「對方要做什麼，不甘我的事」。[48]雞排妹在接受平面媒體訪問時，回憶起遭台語歌手翁立友性騷過程，激動落淚怒問：「到底要做到哪裡才夠？我到底要講到哪裡？我到底是要示範到哪裡才符合大家期待？」但她正前方桌上擺著2個飛機杯，引發網友高度懷疑是否炒作熱議。[49]記者會當中，平面媒體提出過去雞排妹曾去醫美診所時被醫生輕輕打了屁股後雞排妹還說覺得醫生長得帥，被打屁股覺得蠻爽的的過往，與性騷擾事件相比是否為「人帥真好；人醜性騷擾」及雙重標準時，雞排妹直言：「有些事情本來就是他可以你不行」。[50]
- 2021年2月5日，雞排妹現身翁立友記者會現場，但豪記唱片要求「非媒體離席」，後來更直接點名雞排妹「要求鄭小姐離開」。雙方於會場僵持將近1小時，豪記唱片才宣布，說明會將改為線上直播，預計取消該場記者會，雞排妹這才離開現場。[51]原本已經搭上計程車的雞排妹，看到直播得知翁立友終於現身後，也立刻折返回到飯店，但豪記唱片工作人員將門上鎖，使她不得其門而入。雞排妹表示，今天兩人在同一個場合，（翁）卻因為她在場就遲遲不出面說明，而她一離開翁就馬上出面，「我回到現場，所有工作人員都不讓我進去，這是什麼意思？大家自己公評吧！」她不解，「為什麼（翁）不敢跟我見到面？為什麼不敢跟我對話？我人就在這裡了。然後他離開竟然是用逃跑的。」[52]

#### 與陳沂直播辯論
台灣網路名人陳沂5月8日半夜進行直播，而在鄭家純加入後，雙方發生爭吵，吸引逾1.5萬人觀看。鄭家純聲稱在近三個月來經常被陳沂在社交網絡上標註，認為受到騷擾；而陳沂則稱受到鄭家純電話號碼「像恐怖情人一樣」傳遞LINE騷擾。其後鄭在直播中唸出陳電話的前四位，在受到陳提醒後遂停止繼續朗讀。然而隔天鄭貼出了一組色調編號截圖，並暗示此顏色與陳有關。此後陳宣稱因上百通無聲來電而感驚恐，決定提告鄭違反《個資法》。
律師賴瑩真認為，鄭家純使用電話反覆騷擾陳沂並不違法，相反陳沂公開鄭的電話號碼則可能會違反《個資法》。但檢察官認定沒有造成損害，因而對陳沂不起訴。直至2023年4月11日，鄭家純涉嫌以臉書直播張貼顏色代碼等方式公布陳沂手機號碼，而遭臺灣臺北地方檢察署依違反個人資料保護法起訴罪成，被台北地方法院判處有期徒刑4月，得易科罰金新台幣12萬元，全案可上訴。

#### 遭黃士修指控性騷擾
核能流言終結者創辦人黃士修在臉書上批評鄭家純會將台灣的MeToo運動進一步偏離正軌，鄭隨後回應「你真的很適合跟陳沂結婚」。隨後黃表示，依據鄭的標準，單方面覺得不適便屬性騷擾，故其「被雞排妹性騷擾了」，但多數網友認為黃無理取鬧蹭流量。

## 公共議題關注
在Facebook上，除了工作內容之外，亦可見鄭家純對於公共議題的發言，內容涵蓋寵物領養、公共衛生防疫、能源政策、土地徵收、國軍弊案、公民不服從、水保法等。鄭家純一向關心社會動態，曾代言2013年台湾废核活动，出席2014年反对兩岸服务贸易协定的游行活动，亦曾表態支持香港雨傘革命及反送中運動。
台灣公視新聞議題中心於2013年9月29日專訪，評論「我們何時才能接受一個年方雙十年華的女孩，可以既性感又聰明，既有娛樂貢獻又對公共議題保有熱情呢？」。她後來表示想加入時事評論節目《關鍵時刻》班底，雖然只有高職畢業，但希望注入年輕女性角度，規劃朝名嘴界發展。

## 個人生活
2022年11月2日在Facebook上宣布與日本籍醫生Akira結婚。

## 出版作品

### 中文書
- 2021年4月7日《深夜保健室》
- 2021年11月18日《驗屋清單》

### 寫真集
- 2012年8月15日《18歲的禮物》 ISBN 9789868003583 （繁體中文）
- 2013年2月26日《The gift of 18th―イリィ写真集》ISBN 9784845844036 （日語）
- 2015年7月22日《我是鄭家純》
- 2016年7月26日《純》
- 2018年12月31日《泰純了》
- 2022年11月5日 出道十週年紀念寫真《純熟》

### 日本寫真DVD
- 2012年11月16日《ILI THE FIRST》《ファースト!イリィ》[DVD]
- 2013年4月26日《イリィ 「約束...」》[DVD]
- 2013年4月26日《イリィ 「約束...」》[Blu-ray 3D]
- 2013年7月26日《I'm iLi》[DVD]
- 2013年7月26日《I'm iLi》[Blu-ray]

## 演出作品

### 電影
- 2013年《愛情無全順》飾 吳怡芬
- 2015年《台北夜游團團轉》飾 紅豆
- 2019年《真愛神出來》飾

### 電視劇
| 播出日期       | 劇名            | 頻道          | 演出           | 備註   |
| -------------- | --------------- | ------------- | -------------- | ------ |
| 2012年11月27日 | 《愛情女僕》    | 三立都會台    | Candy          |        |
| 2014年2月14日  | 《光環之后》    | 樂視網        | 雯雯           | 網路劇 |
| 2015年9月29日  | 《零壹偵探社》  | YouTube       | 阿純           | 網路劇 |
| 2021年9月10日  | 《國際橋牌社2》 | YouTube、公視 | 日式旅館老闆娘 |        |

### 配音
| 播出日期      | 劇名                   | 頻道 | 演出     | 備註   |
| ------------- | ---------------------- | ---- | -------- | ------ |
| 2014年4月19日 | 《辛普森家庭》24季20集 | FOX  | 雞排老師 | [ 68 ] |

## 音樂作品

### 唱片
| 專輯資料                                                            | 曲目                                   |
| ------------------------------------------------------------------- | -------------------------------------- |
| 《愛是神馬》EP - 發行公司：禾廣娱樂 - 發行日期：2014年 - 語言：國語 | 曲目 1. 愛是神馬 2. 貓草 3. 唱寂寞的歌 |

## 主持作品

### 節目主持
- 完全娛樂（三立都會台）：沒在怕鄉民新聞，與夏和熙（大野）搭擋
- 台灣吃什麼（TVB為食台）：於香港、新加坡、馬來西亞播出的美食節目
- 深夜保健室：於YouTube網路頻道播出
- 雞排炸新聞：於每周一在Yahoo TV網路頻道播出，2018年起改為隔周一播出
- 雞排新奇實驗室：於每周二在Yahoo TV網路頻道播出
- 名人太會考（與沈玉琳於 Yahoo TV 主持搭擋）：已停播
- 愛玩咖（台視，與郭彥甫、盛竹如、沈玉琳搭擋）：原於台灣播出的美食節目，香港購之改名
- 小資台灣遊（TVB Good Show台，與ㄚ頭、豆花妹、朱蕾安、毛弟搭擋）：於香港播出的美食節目
- 電玩宅速配-美女愛玩GAME：2015年2月17日起於YouTube網路頻道播出
- 築地100（ViuTV）：於香港播出的日本飲食旅遊節目
- 東京週記：記錄在留學東京三個月期間所發生的事，於個人的YouTube網路頻道播出

## MV
- 2012年11月：原諒我-FIR阿沁黃漢青
- 2013年12月：我不懂愛-丁衣凡

## 展覽
- 2013年5月14日-6月16日：男孩樂園展-金錢豹X廖人帥X雞排妹ili-展覽期間
- 2021年3月27日-4月15日：38號樹洞—性騷/性侵 真人故事 信件展覽（PPP藝文空間）[69]

## 外部連結
- 鄭家純的Facebook專頁 （页面存档备份，存于）
- 鄭家純的Instagram帳戶
- 鄭家純的X（前Twitter）
- 鄭家純的新浪微博
- 深夜保健室 - YouTube （页面存档备份，存于）
- YouTube上的《一天一粒》頻道
- 鄭家純在互联网电影资料库（IMDb）上的資料（英文）
- 鄭家純在香港影庫上的簡介
- 鄭家純在豆瓣上的资料（简体中文）
- 鄭家純在时光网上的簡介（简体中文）